# José Francisco Versiani Velloso
José Francisco Versiani Velloso (* 28. Mai 1919 in Ouro Preto, Minas Gerais; † 17. Mai 1972) war ein brasilianischer Geistlicher und römisch-katholischer Bischof von Itumbiara.

## Leben
José Francisco Versiani Velloso empfing am 25. Oktober 1942  die Priesterweihe.
Papst Paul VI. ernannte ihn am 27. Oktober 1966 zum ersten Bischof des neuerrichteten Bistums Itumbiara. Der Erzbischof von Mariana, Oscar de Oliveira, spendete ihm am 25. Januar des folgenden Jahres in Ouro Preto die Bischofsweihe; Mitkonsekratoren waren der Bischof von Sete Lagoas, Daniel Tavares Baeta Neves, und der Bischof von Montes Claros, José Alves de Sà Trindade.
Die Amtseinführung in Itumbiara fand am 26. Februar 1967 statt.
José Francisco Versiani Velloso starb unerwartet im Alter von nur 52 Jahren und wurde in der Kathedrale Santa Rita de Cássia beigesetzt.